# Рурска операция
Рурската операция е мащабна операция, която се провежда през април 1945 г. на Западния фронт в края на Втората световна война, в района на Рур Германия. Около 317 000 германски войници са взети в плен заедно с 24 генерали. Американците претърпяват 10 000 жертви, включително 2000 убити или изчезнали.
Възползвайки се от превземането на моста Людендорф в Ремаген на 7 март 1945 г., 12-а армейска група на САЩ под командването на генерал Омар Брадли бързо навлиза в германска територия южно от група армии „Б“ под командването на фелдмаршал Валтер Модел. На север съюзническата 21-ва армейска група под командването на фелдмаршал Бърнард Монтгомъри прекосява Рейн по време на операция операция „Плъндър“. Водещите елементи на двете съюзнически армейски групи се свързват на 1 април 1945 г. източно от района на Рур и обкръжават около 317 000 германски войници.
Докато по-голямата част от американските сили напредват на изток към река Елба, около 18 американски дивизии са отделени, за да унищожат изолираните сили на група армии „Б“. Намаляването на германския джоб започва на 1 април от 9-а армия на САЩ, а на 4 април към тях се присъединяват силите на 1-ва армия на САЩ. В продължение на 13 дни германците забавят или устояват на настъплението на американските войски. На 14 април 1-ва и 9-а армия се свързват, разделят обкръжените войски наполовина и германската съпротива започва да се разпада.
Изгубила контакт със своите части, германската 15-а армия капитулира същия ден. Модел разпуска армейската си група на 15 април и заповядва на военнослужещите от Фолксщурм и помощния персонал да изхвърлят униформите си и да се приберат. На 16 април по-голямата част от германските сили се предават масово на американските дивизии. Организираната съпротива приключва на 18 април. Фелдмаршал Модел се самоубива в следобедните часове на 21 април.